# MA-20
La MA-20 o "Autovía de Circunvalación de Málaga" es el nombre que recibe el antiguo tramo de la Autovía del Mediterráneo (Cádiz-Barcelona) entre los km 999 y 974 de ella, trayecto por el que discurre al noroeste de la ciudad de Málaga y a la que sirve como primera circunvalación.
Tras el cambio de denominaciones de autopistas y autovías en 2003, este tramo fue incorporado a la A-7 como parte de esta, desapareciendo el nombre de MA-20. Una vez fue abierta la Hiperronda de Málaga, segunda variante de la ciudad, en 2011, esta nueva vía recibió el nombre de A-7 y la denominación de MA-20 se recuperó para la primera ronda oeste.

## Importancia
La MA-20 cumple su función como circunvalación de la ciudad, además de dar salida hacia diversos polígonos industriales (mediante sus vías de acceso) de la zona oeste de Málaga y hacia Campus Universitario de Teatinos.

## Recorrido y Salidas
La MA-20 comienza en el entrenudo que forman la MA-21 (antigua N-340 o N-340a; denominada Avenida Manuel Fraga Iribarne, en el tramo de Torremolinos; y Avenida de Velázquez, en el término de Málaga)y con la autopista AP-7 procedente de Cádiz, en el km 229 de ésta. Es una continuación de la AP-7.
A continuación discurre hacia el noreste en paralelo a la costa, hacia la ciudad de Málaga, atravesando el río Guadalhorce antes de encontrarse de nuevo con la MA-21 en el enlace Carrefour Los Patios, y sigue su trayecto hacia el noreste atravesando las vías de ferrocarril.
La MA-20 finaliza en el entrenudo formado por ésta y la Hiperronda de Málaga en su encuentro.
| Esquema                                                                            | Sentido Las Virreinas (descendente) | Sentido Las Virreinas (descendente) | Sentido Las Virreinas (descendente) | Sentido Las Virreinas (descendente)                           | Sentido Torremolinos (ascendente)                               | Sentido Torremolinos (ascendente) | Sentido Torremolinos (ascendente) | Sentido Torremolinos (ascendente) | Notas |
| Esquema                                                                            | Velocidad                           | Elemento Carriles                   | Salida                              | Salida                                                        | Salida                                                          | Salida                            | Elemento Carriles                 | Velocidad                         | Notas |
| Esquema                                                                            | Velocidad                           | Elemento Carriles                   | N.º                                 | Direcciones                                                   | Direcciones                                                     | N.º                               | Elemento Carriles                 | Velocidad                         | Notas |
| ---------------------------------------------------------------------------------- | ----------------------------------- | ----------------------------------- | ----------------------------------- | ------------------------------------------------------------- | --------------------------------------------------------------- | --------------------------------- | --------------------------------- | --------------------------------- | ----- |
|                                                                                    |                                     |                                     |                                     | AP-7 E-15 A-7 Algeciras                                       |                                                                 |                                   |                                   |                                   |       |
|                                                                                    |                                     |                                     | 0                                   | MA-21 Avda. Velázquez N-348 Aeropuerto de Málaga              | Incorporación desde MA-21                                       |                                   |                                   |                                   |       |
|                                                                                    |                                     |                                     |                                     | Incorporación desde MA-21 (Av. de Manuel Fraga Iribarne)      |                                                                 |                                   |                                   |                                   |       |
|                                                                                    |                                     |                                     | 1                                   | A-404 Churriana Alhaurín de la Torre-Coín Parador de Golf     | A-404 Churriana Alhaurín de la Torre-Coín Parador de Golf       | 1                                 |                                   |                                   |       |
| Centro comercial Plaza Mayor                                                       |                                     |                                     | 1                                   |                                                               |                                                                 | 1                                 |                                   |                                   |       |
|                                                                                    |                                     |                                     | 3                                   | MA-23 Aeropuerto de Málaga                                    | MA-23 Aeropuerto de Málaga                                      | 3                                 |                                   |                                   |       |
| Guadalmar San Julián (Málaga) Polígono Villa Rosa                                  |                                     |                                     | 3                                   |                                                               |                                                                 | 3                                 |                                   |                                   |       |
|                                                                                    |                                     |                                     |                                     | Río Guadalhorce                                               |                                                                 |                                   |                                   |                                   |       |
|                                                                                    |                                     |                                     |                                     |                                                               | MA-22 Puerto de Málaga Palacio de Deportes Polígono Guadalhorce | 5B                                |                                   |                                   |       |
| MA-21 Avda. Velázquez Polígono Azucarera                                           |                                     |                                     |                                     |                                                               |                                                                 | 5B                                |                                   |                                   |       |
|                                                                                    |                                     |                                     | 5                                   | MA-21 Avda. Velázquez                                         | MA-21 Torremolinos N-348 Aeropuerto de Málaga                   | 5A                                |                                   |                                   |       |
| MA-22 MA-21 Torremolinos Polígono Guadalhorce Puerto de Málaga Palacio de Deportes |                                     |                                     | 5                                   |                                                               | MA-21 Torremolinos N-348 Aeropuerto de Málaga                   | 5A                                |                                   |                                   |       |
|                                                                                    |                                     |                                     |                                     |                                                               | Parque empresarial Santa Bárbara Avenida de Europa              | 6                                 |                                   |                                   |       |
|                                                                                    |                                     |                                     |                                     | LAV Córdoba-Málaga Ferrocarril Bobadilla-Málaga               |                                                                 |                                   |                                   |                                   |       |
|                                                                                    |                                     |                                     | 7                                   | Avenida de Andalucía                                          | Avenida de Andalucía                                            | 8                                 |                                   |                                   |       |
| Av. Ortega y Gasset                                                                | Ciudad de la Justicia               |                                     | 7                                   |                                                               |                                                                 | 8                                 |                                   |                                   |       |
| A-357 Universidad de Málaga Parque Tecnológico de Andalucía Cártama                |                                     |                                     | 7                                   |                                                               |                                                                 | 8                                 |                                   |                                   |       |
|                                                                                    |                                     |                                     |                                     | Túnel Ortega de Prados (o Falso túnel de Carlos Haya)         |                                                                 |                                   |                                   |                                   |       |
|                                                                                    |                                     |                                     | 9                                   | Suárez Av. de Valle-Inclán                                    |                                                                 |                                   |                                   |                                   |       |
|                                                                                    |                                     |                                     |                                     |                                                               | A-7075 A-7076 Av. de Carlos Haya Puerto de la Torre             | 9                                 |                                   |                                   |       |
|                                                                                    |                                     |                                     | 11                                  | E-15 A-7 Algeciras AP-46 Córdoba - Granada - Sevilla          | Incorporación desde A-7                                         |                                   |                                   |                                   |       |
|                                                                                    |                                     |                                     | 12                                  | Ciudad Jardín Av. de Jacinto Benavente Estadio La Rosaleda    |                                                                 |                                   |                                   |                                   |       |
|                                                                                    |                                     |                                     |                                     | E-15 A-7 Almería Málaga Este A-45 Córdoba - Granada - Sevilla |                                                                 |                                   |                                   |                                   |       |